# Garudinia simulana
Garudinia simulana är en fjärilsart som beskrevs av Walker 1863. Garudinia simulana ingår i släktet Garudinia och familjen björnspinnare. Inga underarter finns listade i Catalogue of Life.